# Dino Zoff
Dino Zoff [ˈdiːno dzɔf] (ur. 28 lutego 1942 w Mariano del Friuli) – piłkarz włoski, reprezentant kraju, jeden z najlepszych bramkarzy w historii piłki nożnej.
W swej długiej karierze odniósł wiele sukcesów: był 3-krotnym uczestnikiem mistrzostw świata (1974, 1978, 1982). W reprezentacji debiutował na Euro 1968, gdzie zdobył złoty medal. W 1978 zajął z drużyną 4. miejsce, zaś w 1982 roku osiągnął największy sukces, zdobywając mistrzostwo świata. Był wówczas kapitanem reprezentacji. Do dzisiaj Zoff pozostaje najstarszym zawodnikiem w historii, który sięgnął po to trofeum. Rozegrał 112 spotkań w reprezentacji Włoch, grał m.in. w Juventusie (1972-83, 570 spotkań w Serie A), zdobył Puchar UEFA (z Juventusem, 1977), 6 razy sięgał po mistrzostwo kraju i 2 razy po Puchar Włoch. Dwukrotnie grał w finale Pucharu Europy Mistrzów Klubowych: w 1973 i 1983. Po skończeniu kariery jako zawodnik został trenerem m.in. Juventusu, z którym w sezonie 1989–1990 zdobył Puchar UEFA oraz Puchar Włoch, S.S. Lazio, olimpijskiej kadry Włoch i pierwszej drużyny Włoch od 1998, z którą zdobył wicemistrzostwo Europy (2000). Pomiędzy 20 września 1972 (3:1 z Jugosławią), a 15 czerwca 1974 (3:1 z Haiti) nie puścił bramki przez 1142 minuty z rzędu w meczach reprezentacji, ustanawiając światowy rekord. Wybrany przez IFFHS trzecim najlepszym bramkarzem XX wieku.